# Festival du film de Cabourg
 (juillet 2024).
Si vous disposez d'ouvrages ou d'articles de référence ou si vous connaissez des sites web de qualité traitant du thème abordé ici, merci de compléter l'article en donnant les références utiles à sa vérifiabilité et en les liant à la section « Notes et références ».
Le Festival du film de Cabourg - Journées romantiques est un festival de cinéma qui se déroule dans la station balnéaire de Normandie chaque année au mois de juin. Il a pour thème central la romance et met en avant une sélection de films dédiés à la passion, à l’amour et à la rêverie.

## Histoire et organisation

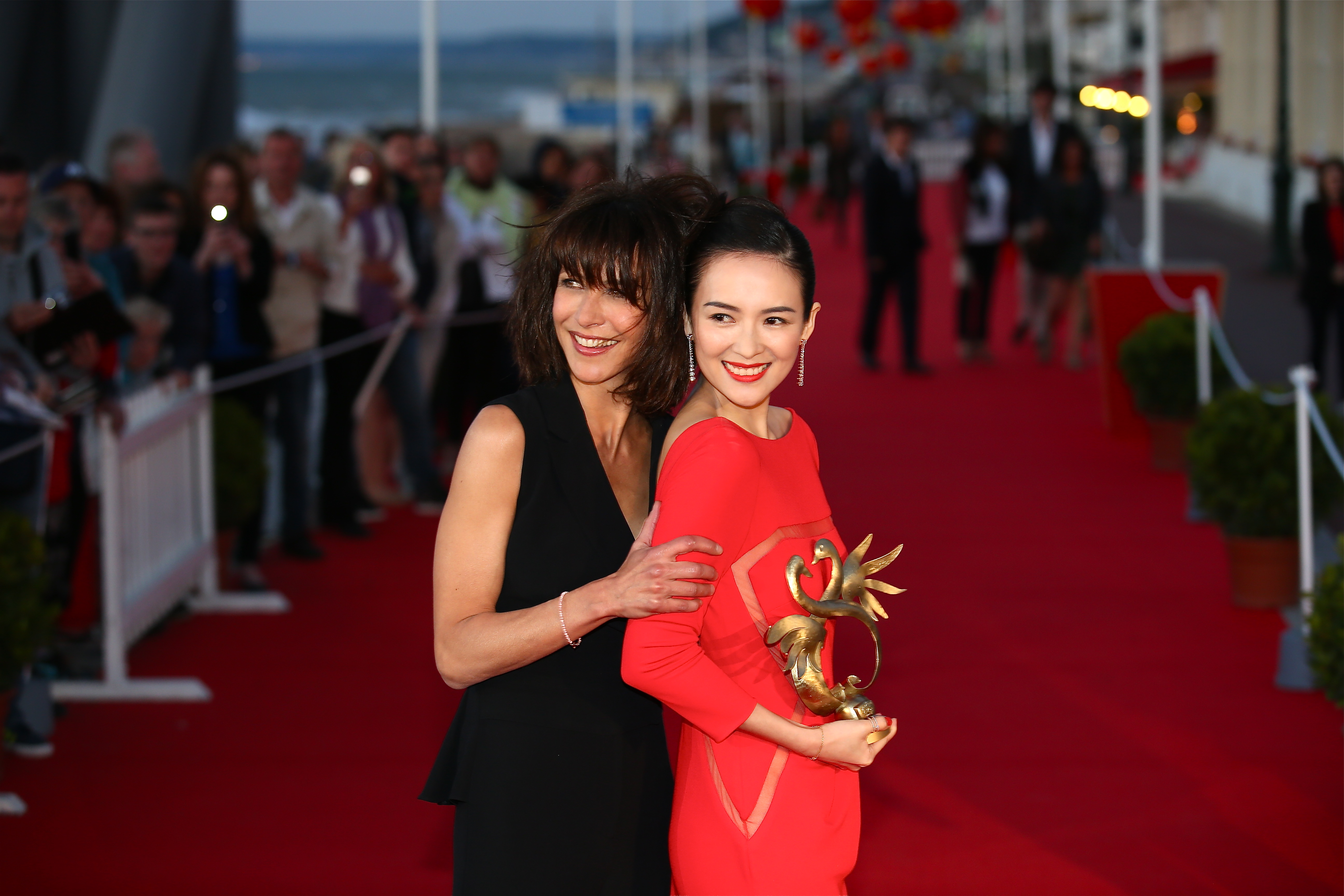
Sophie Marceau et Zhang Ziyi en 2014

Le festival a été fondé par Gonzague Saint-Bris en 1983 ; sa déléguée générale est aujourd'hui Suzel Pietri.
Il s’étend aujourd’hui sur plusieurs villes de la Côte Fleurie, entre Cabourg, Houlgate et Dives-sur-Mer, et propose également plusieurs séances sur la plage de Cabourg, à la tombée de la nuit.
Le grand jury composé de professionnels du cinéma et de la culture ainsi que le jury Jeunesse attribuent des prix aux meilleurs longs métrages parmi une compétition de films venus de tous horizons.
Outre la compétition, la section Panorama permet au public de découvrir en avant-première une sélection de films français et étrangers, tous éligibles au prix du public.
Une compétition de courts métrages présente une sélection de films français romantiques qu’un jury dédié récompense des prix suivants :  meilleur film court, meilleure actrice et meilleur acteur.

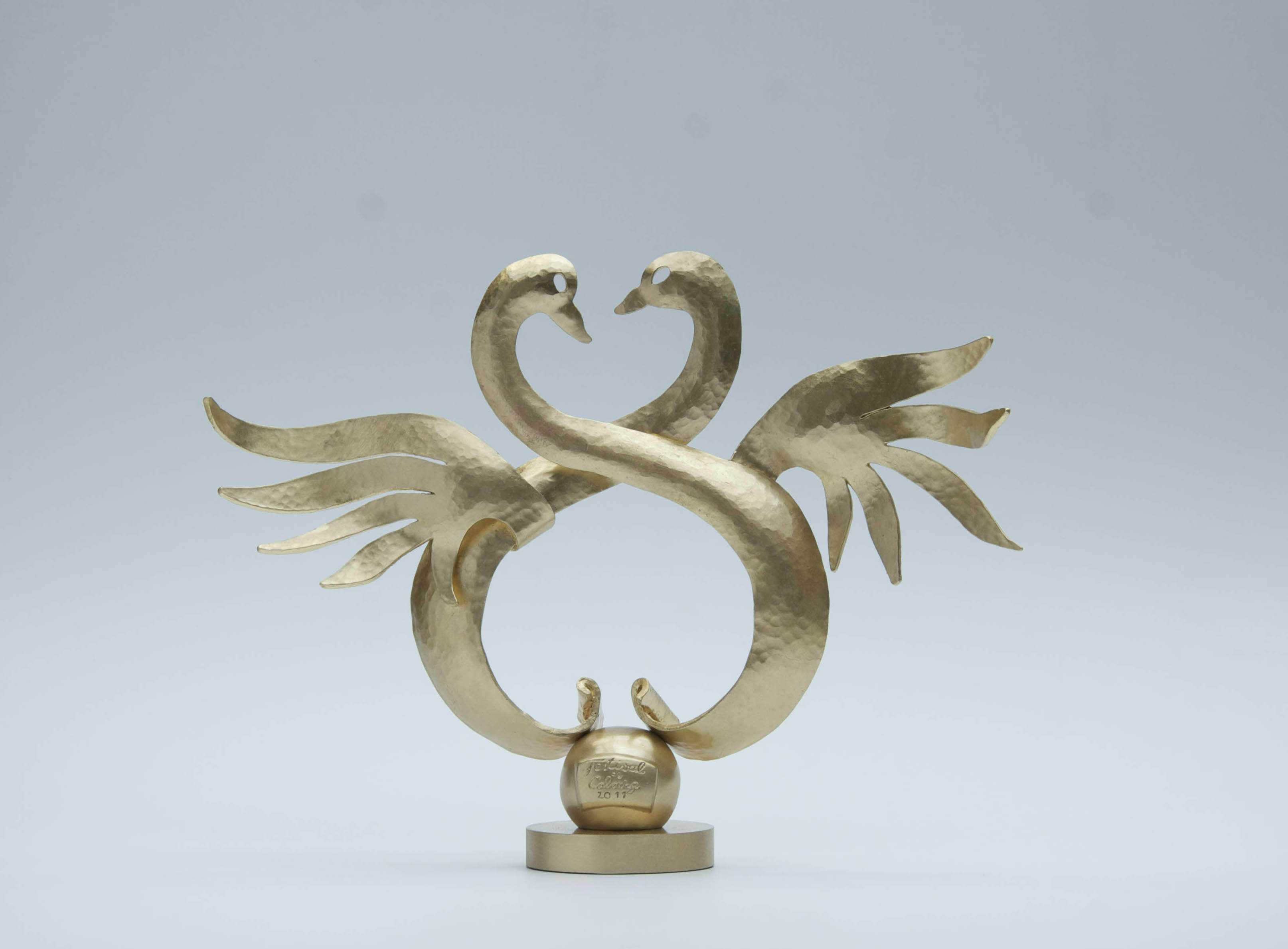
Le Swann d'or remis aux lauréats du Festival

Lors de la cérémonie de clôture, le comité des Swann d’or du festival, composé de journalistes et de professionnels du cinéma, attribue ses récompenses : meilleure actrice et meilleur acteur romantique, révélations féminine et masculine, meilleure réalisation et meilleur film romantique de l’année écoulée.
Depuis 2018, le prix Gonzague-Saint-Bris distingue chaque année la meilleure adaptation  cinématographique d'une œuvre littéraire.
La section Premiers Rendez-vous met quant à elle en lumière un jeune acteur et une jeune actrice français dans leur première apparition à l’écran.
Le trophée, le Swann d’or, est fabriqué par un des partenaires du festival, les ateliers de la Monnaie de Paris. La statuette représente de manière stylisée deux cygnes (swan en anglais) enlacés qui se touchent respectivement le bec. L'ensemble suggère également la forme de deux cœurs accolés par la pointe.

## Jurys

### Jurys longs métrages(depuis 2015)
| Année | Président(e)        | Membres du jury longs métrages |
| ----- | ------------------- | --- |
| 2015  | Juliette Binoche    | Jérôme Bonnell, Luis Galvao Teles, Maxim Nucci, Céline Salette, Guillaume Schiffman, Gilles Taurand, Mélanie Thierry, Raphaël Personnaz.                                        |
| 2016  | Emmanuelle Béart    | Loubna Abidar, Samuel Benchetrit, JoeyStarr, Éric Reinhardt, Pierre Rochefort, Julia Roy, Céline Sciamma.                                                                       |
| 2017  | Marion Cotillard    | Aure Atika, Camille Cottin, Anne Dorval, Hugo Gélin, Nathanaël Karmitz, Camille Laurens, Ibrahim Maalouf, Manu Payet.                                                           |
| 2018  | André Téchiné       | Pascale Arbillot, Élodie Bouchez, Olga Kurylenko, Nahuel Pérez Biscayart, Raphaël, Géraldine Nakache, Karine Silla-Pérez, Justin Taurand.                                       |
| 2019  | Sandrine Bonnaire   | Naira Ayadi, Eric Demarsan, Laeticia Dosch, Lou de Laâge, Oury Milshtein, Vincent Perez, Alice Pol, Danièle Thompson.                                                           |
| 2020  | Benoît Magimel      | Doria Tillier, Islid Le Besco, Issam Krimi, Ahmed Hamidi, Aurélie Dupont. |
| 2021  | Régis Wargnier      | Jeanne Added, Alice Belaïdi, Raphaëlle Desplechin, David Gauquié, Vahiné Giocante, Izia Higelin, Grégoire Leprince-Ringuet, Fatou N'Diaye, Zoé Wittock, Marisa Berenson.        |
| 2022  | Diane Kurys         | Astrid Bergès-Frisbey, Lucas Bravo, Michel Fessler, Stéphane De Groodt, Alexandre Mattiussi, Julia Piaton, Atiq Rahimi, Sylvie Testud, Anamaria Vartolomei, Sébastien Lifshitz. |
| 2023  | Katel Quillévéré    | Oulaya Amamra, Éric Caravaca, Cécile Cassel, Michaël Cohen, Antoine Duléry, François Kraus, Virginie Ledoyen.                                                                   |
| 2024  | Virgnie Efira       | Clotilde Courau, Marie-Ange Luciani, Laurent Mauvignier, David François Moreau, Daphne Patakia, Melvil Poupaud, Pascale Pouzadoux.                                              |
| 2025  | Guillaume Gallienne | Nicolas Altmayer, Charlotte Colbert, Mathieu Demy, Clément Ducol, Sara Giraudeau, Joséphine Japy, Anna Novion, Barbara Schulz.                                                  |

### Jurys Courts Métrages(depuis 2015)
| Année | Président(s)                    | Membres du jury Courts Métrages                                                                               |
| ----- | ------------------------------- | --- |
| 2015  | Christophe Barratier            | Alma Jodorowsky, Félix Moati, Marie Modiano, Élisabeth Perez, Serge Riaboukine.                               |
| 2016  | Pierre Schoeller                | Marianne Basler, Frédérique Bel, Michel Feller, Jean-Baptiste Maunier, Diane Rouxel, Karidja Touré.           |
| 2017  | Gabriel Le Bomin                | Swann Arlaud, Olivier Chantreau, Élodie Frégé, Yaniss Lespert, Salomé Richard, Solène Rigot.                  |
| 2018  | Ophélie Bau                     | François Civil, Julia Faure, Johan Heldenbergh, Thierry Klifa, Alysson Paradis, Alice Vial.                   |
| 2019  | Rebecca Zlotowski               | Noée Abita, Santiago Amigorena, Shaïn Boumedine, Rahmatou Keïta, Jules Benchetrit, Lola Le Lann.              |
| 2020  | Noémie Lvovsky                  | Aloïse Sauvage, Steve Tientcheu, Malcolm Conrath, Carmen Kassovitz.                                           |
| 2021  | Jérémy Clapin                   | Marilou Aussiloux, Victor Belmondo, Claire Chust, Dadju, Brigitte Fossey, Alexia Giordano, Aliocha Schneider. |
| 2022  | Claire Burger                   | Samuel Theis, Mariama Gueye, Superpoze, Alice David, Léo Dussolier.                                           |
| 2023  | Fanny Liatard et Jérémy Trouilh | Monica Coleman, Julien Frison, Soufiane Guerrab, Anne Holmes, Lorenzo Viotti.                                 |
| 2024  | Samir Guesmi                    | Artus, Kiara Carrière, Johann Dionnet, Fadette Drouard, Laëtitia Eïdo, Mentissa.                              |
| 2025  | Abd Al Malik                    | Guilhem Caillard, Carmen Chaplin, Félix Lefebvre, Oscar Lesage, Nine d'Urso, Clara Ysé.                       |

## Palmarès

### Grand prix du Festival du film de Cabourg
- 2003 : Vivre me tue de Jean-Pierre Sinapi
- 2004 : Les Conséquences de l'amour de Paolo Sorrentino
- 2005 : My Summer of Love de Paweł Pawlikowski
- 2006 : Bahia, ville basse de Sérgio Machado
- 2007 : Franz+Polina de Mikhaïl Segal
- 2008 : A Casa de Alice de Chico Teixeira
- 2009 : ex æquo Somers Town de Shane Meadows et Sometime in August de Sebastian Schipper
- 2010 : ex æquo Air Doll de Hirokazu Kore-eda et Ce que je veux de plus de Silvio Soldini
- 2011 : La guerre est déclarée, de Valérie Donzelli
- 2012 : Laurence Anyways de Xavier Dolan
- 2013 : Grand Central de Rebecca Zlotowski
- 2014 : Party Girl de Marie Amachoukeli, Claire Burger et Samuel Theis et Matterhorn de Diederik Ebbinge
- 2015 : L'Éveil d'Edoardo de Duccio Chiarini
- 2016 : Diamond Island de Davy Chou
- 2017 : Une femme fantastique de Sebastián Lelio
- 2018 : Ága de Milko Lazarov
- 2019 : Tarde para morir joven de Dominga Sotomayor
- 2020 : À l'abordage de Guillaume Brac
- 2021 : Le Chasseur de baleine (The Whaler Boy) de Philipp Yuryev
- 2022 : Nelly et Nadine de Magnus Gertten
- 2023 : Simple comme Sylvain de Monia Chokri
- 2024 : Mon gâteau préféré de Maryam Moghaddam et Behtash Sanaeeha
- 2025 : Amour apocalypse d'Anne Émond

### Prix de la jeunesse
- 2007 : Naissance des pieuvres de Céline Sciamma
- 2008 : Cherry Blossoms de Doris Dörrie
- 2009 : Somers Town de Shane Meadows
- 2010 : Yo, también d'Álvaro Pastor et Antonio Naharro
- 2011 : Le Monde de Barney de Richard J. Lewis
- 2012 : Laurence Anyways de Xavier Dolan
- 2013 : My Sweet Pepper Land de Hiner Saleem
- 2014 : Marina de Stijn Coninx
- 2015 : L'Éveil d'Edoardo, de Duccio Chiarini
- 2016 : Departure d'Andrew Steggall
- 2017 : Une femme fantastique de Sebastián Lelio
- 2018 : Joueurs de Marie Monge
- 2019 : Aurora de Miia Tervo
- 2021 : De nos frères blessés d’Hélier Cisterne
- 2022 : Nelly et Nadine de Magnus Gertten
- 2023 : Simple comme Sylvain de Monia Chokri
- 2024 : When the Light Breaks de Rúnar Rúnarsson
- 2025 : Love Me Tender d'Anna Cazenave Cambet

### Prix du public
- 2009 : Tengri, le bleu du ciel de Marie Jaoul de Poncheville
- 2010 : Le Nom des gens de Michel Leclerc
- 2011 : Et maintenant, on va où ? de Nadine Labaki
- 2012 : Ma bonne étoile d'Anne Fassio
- 2013 : Les Reines du ring de Jean-Marc Rudnicki
- 2014 : Coming Home de Zhang Yimou
- 2015 : Lessons in Love (Words and Pictures) de Fred Schepisi
- 2016 :  A Man Called Ove de Hannes Holm
- 2017 : 120 battements par minute de Robin Campillo
- 2018 : Monsieur de Rohena Gera
- 2019 : Yesterday de Danny Boyle
- 2021 : Fisherman's Friend de Chris Foggin
- 2022 : Maria rêve de Lauriane Escaffre & Yvo Muller
- 2023 : Le Théorème de Marguerite d'Anna Novion
- 2024 : Le Panache de Jennifer Devoldère
- 2025 : Touch - Nos étreintes passées de Baltasar Kormákur

### Prix spéciaux
- Coup de Cœur 2010 : Christophe Lambert dans La Disparue de Deauville de Sophie Marceau, L'Homme de chevet d’Alain Monne et White Material de Claire Denis
- Coup de Foudre 2010 : Mammuth de Gustave Kervern et Benoît Delépine
- Comédie romantique 2010 : L'Arnacœur de Pascal Chaumeil
- Coup de Cœur 2011 : Sylvie Vartan « pour ses 50 ans de carrière romantique »
- Coup de Foudre 2011 : Si tu meurs, je te tue de Hiner Saleem
- Coup de Cœur 2013 : Catherine Deneuve dans Elle s'en va d'Emmanuelle Bercot Coup de Cœur 2018 : Sempé pour l'adaptation de son récit dessiné Raoul Taburin
- Mention spéciale du Jury Jeunesse 2019 : Manta Ray de Phuttiphong Aroonpheng
- Mention spéciale du Jury Longs Métrages 2024 : Eat the Night de Caroline Poggi et Jonathan Vinel
- Coup de cœur 2024 : Raphaël Thiéry dans l'homme d'argile d'Anaïs Tellenne

### Swann d'or du meilleur film
- 2012 : De rouille et d'os de Jacques Audiard
- 2013 : Le Temps de l'aventure de Jérôme Bonnell
- 2014 : Pas son genre de Lucas Belvaux
- 2015 : Caprice d'Emmanuel Mouret
- 2016 : Les Ogres de Léa Fehner
- 2017 : Sage Femme de Martin Provost
- 2018 : Mektoub my love: canto uno d'Abdellatif Kechiche
- 2019 : Mon inconnue d'Hugo Gélin
- 2020 : Gloria Mundi de Robert Guédiguian
- 2021 : Les choses qu'on dit, les choses qu'on fait d'Emmanuel Mouret[2]
- 2022 : On est fait pour s'entendre de Pascal Elbé[3]
- 2023 : Le Bleu du caftan de Maryam Touzani
- 2024 : Le Comte de Monte-Cristo de Matthieu Delaporte et Alexandre de La Patellière
- 2025 : L'Attachement de Carine Tardieu

### Swann d'or du meilleur réalisateur
- 2002 : Yvan Attal pour Ma femme est une actrice
- 2003 : Jean-Paul Rappeneau pour Bon voyage
- 2004 : Abdellatif Kechiche pour L'Esquive
- 2005 : Arnaud Desplechin pour Rois et Reine
- 2006 : Michele Placido pour Romanzo criminale
- 2007 : Christophe Honoré pour Les Chansons d'amour
- 2008 : Emmanuel Mouret pour Un baiser, s'il vous plaît !
- 2009 : Stephen Frears pour Chéri
- 2010 : Julie Delpy pour La Comtesse
- 2011 : Patrice Leconte pour Voir la mer
- 2012 : Robert Guédiguian pour Les Neiges du Kilimandjaro
- 2014 : Pierre Salvadori pour Dans la cour
- 2015 : Arnaud Desplechin pour Trois Souvenirs de ma jeunesse
- 2016 : Bouli Lanners pour Les Premiers, les Derniers
- 2017 : Non remis
- 2018 : Non remis
- 2019 : Claire Burger pour C'est ça l'amour
- 2020 : Nicolas Bedos pour La Belle Époque
- 2021 : Emmanuel Mouret pour Les choses qu'on dit, les choses qu'on fait
- 2022 : Carine Tardieu pour Les Jeunes Amants
- 2023 : Rebecca Zlotowski pour Les Enfants des autres
- 2024 : Stéphane Brizé pour Hors-Saison
- 2025 : Amélie Bonnin pour Partir un jour

### Swann d'or de la meilleure actrice
- 1988 : Sophie Marceau dans Chouans !
- 1989 : Kristin Scott Thomas dans Bille en tête
- 1996 : Marie Gillain dans Les Affinités électives
- 1997 : Juliette Binoche dans Le Patient anglais
- 1998 : Elsa Zylberstein dans L'homme est une femme comme les autres
- 1999 : Emmanuelle Béart dans Le Temps retrouvé
- 2000 : Sophie Marceau dans La Fidélité
- 2001 : Sandrine Bonnaire dans Mademoiselle
- 2002 : Mathilde Seigner dans Une hirondelle a fait le printemps
- 2003 : Isabelle Adjani dans Adolphe
- 2004 : Karin Viard dans France Boutique
- 2005 : Valeria Bruni Tedeschi dans 5×2 et Crustacés et Coquillages
- 2006 : Cécile de France pour Fauteuils d'orchestre
- 2007 : Marion Cotillard dans La Môme
- 2008 : Laetitia Casta dans Nés en 68
- 2009 : Émilie Dequenne dans La Fille du RER
- 2010 : Marina Hands dans Ensemble, nous allons vivre une très, très grande histoire d'amour...
- 2011 : Isabelle Carré dans Les Émotifs anonymes
- 2012 : Léa Seydoux dans Les Adieux à la reine et L'Enfant d'en haut
- 2013 : Emmanuelle Devos dans Le Temps de l'aventure
- 2014 : Émilie Dequenne dans Pas son genre
- 2015 : Anaïs Demoustier dans À trois on y va
- 2016 : Louise Bourgoin dans Je suis un soldat
- 2017 : Béatrice Dalle dans Chacun sa vie
- 2018 : Mélanie Thierry dans La Douleur
- 2019 : Juliette Binoche dans Celle que vous croyez
- 2020 : Chiara Mastroianni dans Chambre 212
- 2021 : Émilie Dequenne dans Les choses qu'on dit, les choses qu'on fait
- 2022 : Fanny Ardant dans Les Jeunes Amants
- 2023 : Noémie Merlant dans L'Innocent
- 2024 : Alba Rohrwacher dans Hors-Saison
- 2025 : Valeria Bruni Tedeschi dans L'Attachement

### Swann d'or du meilleur acteur

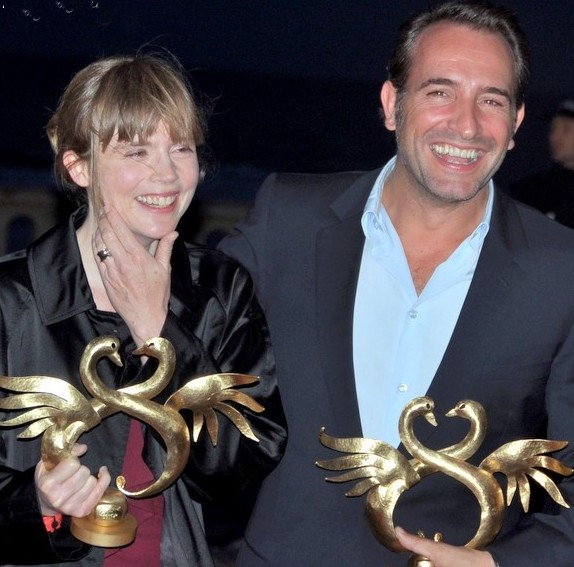
Isabelle Carré et Jean Dujardin, avec les Swann d'or de la meilleure actrice et du meilleur acteur, remportés lors du festival de Cabourg 2011.

- 1997 : Philippe Torreton dans Capitaine Conan
- 1998 : Vincent Perez dans Le Bossu
- 1999 : Jacques Gamblin dans Les Enfants du marais
- 2000 : Jean-Pierre Bacri dans Le Goût des autres
- 2001 : Mathieu Kassovitz dans Le Fabuleux Destin d'Amélie Poulain
- 2002 : Sergi López dans Les Femmes... ou les enfants d'abord...
- 2003 : Bernard Giraudeau dans Ce jour-là
- 2004 : Patrick Bruel dans Une vie à t'attendre
- 2005 : Vincent Lindon dans La Moustache
- 2006 : Michel Blanc dans Je vous trouve très beau
- 2007 : Guillaume Canet dans Ensemble, c'est tout
- 2008 : Patrick Bruel dans Un secret
- 2009 : Benoît Poelvoorde dans Coco avant Chanel
- 2010 : Éric Elmosnino dans Gainsbourg (vie héroïque)
- 2011 : Jean Dujardin dans Un balcon sur la mer
- 2012 : Jérémie Renier dans Cloclo
- 2013 : Pierre Niney dans Vingt ans d'écart
- 2014 : Loïc Corbery dans Pas son genre
- 2015 : Benoît Magimel dans La Tête haute
- 2016 : Manu Payet dans Tout pour être heureux
- 2017 : Reda Kateb dans Django
- 2018 : Pierre Deladonchamps et Vincent Lacoste dans Plaire, aimer et courir vite
- 2019 : Bouli Lanners dans C'est ça l'amour
- 2020 : Lambert Wilson dans De Gaulle
- 2021 : Benjamin Lavernhe dans Le Discours
- 2022 : Swann Arlaud dans Vous ne désirez que moi
- 2023 : Louis Garrel dans L'Innocent
- 2024 : Guillaume Canet dans Hors-Saison
- 2025 : Pio Marmaï dans L'Attachement

### Swann d'or de la révélation féminine
- 2001 : Émilie Dequenne dans Le Pacte des loups de Christophe Gans
- 2003 : Morgane Moré dans Peau d'ange de Vincent Perez
- 2004 : Sara Forestier dans L'Esquive d'Abdellatif Kechiche
- 2005 : Lola Naymark dans Brodeuses d'Éléonore Faucher
- 2006 : Anna Mouglalis dans Romanzo criminale de Michele Placido
- 2007 : Clémence Poésy dans Le Grand Meaulnes de Jean-Daniel Verhaeghe
- 2008 : Anne Marivin dans Bienvenue chez les Ch'tis de Dany Boon
- 2009 : Anaïs Demoustier dans Les Grandes Personnes d'Anna Novion
- 2010 : Leïla Bekhti dans Tout ce qui brille de Géraldine Nakache et Hervé Mimran
- 2011 : Pauline Lefèvre dans Voir la mer de Patrice Leconte
- 2012 : SoKo dans Bye Bye Blondie de Virginie Despentes
- 2013 : Lola Créton dans Après Mai d'Olivier Assayas
- 2014 : Alice Isaaz dans Les Yeux Jaunes des Crocodiles de Cécile Telerman
- 2015 : Joséphine Japy dans Respire, de Mélanie Laurent
- 2016 : Christa Theret dans La Fille du patron d'Olivier Loustau
- 2017 : Doria Tillier dans Monsieur et Madame Adelman de Nicolas Bedos
- 2018 : Clémence Boisnard dans La Fête est finie de Marie Garel-Weiss
- 2019 : Nora Hamzawi dans Doubles Vies d'Olivier Assayas
- 2020 : Luàna Bajrami dans Portrait de la jeune fille en feu de Céline Sciamma
- 2021 : Jenna Thiam dans Les choses qu'on dit, les choses qu'on fait d'Emmanuel Mouret
- 2022 : Rebecca Marder dans Une jeune fille qui va bien de Sandrine Kiberlain
- 2023 : Nadia Tereszkiewicz dans Les Amandiers de Valeria Bruni-Tedeschi
- 2024 : Céleste Brunnquell dans Fifi de Jeanne Aslan et Paul Saintillan
- 2025 : Laura Felpin dans Joli Joli de Diastème et L'Amour, c'est surcoté de Mourad Winter

### Swann d'or de la révélation masculine
- 2002 : Bernard Campan dans Se souvenir des belles choses de Zabou Breitman
- 2003 : Jalil Lespert dans Vivre me tue de Jean-Pierre Sinapi
- 2004 : Nicolas Duvauchelle dans Les Corps impatients de Xavier Giannoli
- 2005 : Nicolas Cazalé dans Le Grand Voyage d'Ismaël Ferroukhi
- 2006 : Lorànt Deutsch dans Les Amants du Flore d'Ilan Duran Cohen
- 2007 : Fu'ad Aït Aattou dans Une vieille maîtresse de Catherine Breillat
- 2008 : Yannick Renier dans Nés en 68 d'Olivier Ducastel et Jacques Martineau
- 2009 : Jérémy Kapone dans LOL de Lisa Azuelos
- 2010 : Vincent Rottiers dans Qu’un seul tienne et les autres suivront  de Léa Fehner
- 2011 : Raphaël Personnaz dans La Princesse de Montpensier de Bertrand Tavernier
- 2012 : Pierre Niney dans J'aime regarder les filles de Frédéric Louf
- 2013 : Félix Moati dans Télé Gaucho de Michel Leclerc
- 2014 : Pierre Rochefort dans Un beau dimanche de Nicole Garcia
- 2015 : Kévin Azaïs dans Les Combattants de Thomas Cailley
- 2016 : Kacey Mottet-Klein dans Quand on a 17 ans d'André Téchiné
- 2017 : Rabah Nait Oufella dans Nocturama de Bertrand Bonello
- 2018 : Anthony Bajon dans La Prière de Cédric Kahn
- 2019 : Karim Leklou dans Le monde est à toi de Romain Gavras
- 2020 : Benjamin Voisin dans Un vrai bonhomme de Benjamin Parent
- 2021 : Félix Lefebvre dans Été 85 de François Ozon
- 2022 : Yasin Houicha dans Fragile d'Emma Benestan et Thimotée Robart dans Les Magnétiques de Vincent Maël Cardona
- 2023 : Raphaël Quenard dans Chien de la casse de Jean-Baptiste Durand
- 2024 : Xavier Lacaille dans Bis Repetita d'Émilie Noblet
- 2025 : Sayyid El Alami dans La Pampa d'Antoine Chevrollier

### Prix Gonzague-Saint-Bris - Swann d'or de la meilleure adaptation d'une oeuvre littéraire
- 2018 : La Douleur d’Emmanuel Finkiel
- 2019 : Mademoiselle de Joncquières d’Emmanuel Mouret
- 2020 : Seules les bêtes de Dominik Moll et Gilles Marchand
- 2021: Garçon chiffon écrit par Nicolas Maury, Sophie Fillières et Maud Ameline
- 2022 : Serre-moi fort de Mathieu Amalric
- 2023 : Le Sixième Enfant de Léopold Legrand
- 2024 : Maria de Jessica Palud
- 2025 : L'Amour, c'est surcoté de Mourad Winter

### Premier rendez-vous
- 2008 : Constance Rousseau dans Tout est pardonné de Mia Hansen-Løve et Émile Berling dans Les Hauts Murs de Christian Faure
- 2009 : Àstrid Bergès-Frisbey dans Un barrage contre le Pacifique de Rithy Panh et Firat Ayverdi dans Welcome de Philippe Lioret
- 2010 : Alice de Lencquesaing dans Le Père de mes enfants  de Mia Hansen-Løve et Mehdi Dehbi dans La Folle Histoire d’amour de Simon Eskenazy  de Jean-Jacques Zilbermann
- 2011 : Ana Girardot dans Simon Werner a disparu... de Fabrice Gobert et Jérémie Duvall dans Le Fils à Jo de Philippe Guillard et Mon père est femme de ménage de Saphia Azzeddine
- 2012 : Fleur Lise dans Ma bonne étoile d'Anne Fassio et Abraham Belaga dans Une bouteille à la mer de Thierry Binisti
- 2013 : Victoire Bélézy dans Fanny de Daniel Auteuil et François Civil dans Macadam Baby de Patrick Bossard
- 2014 : Flore Bonaventura dans Casse-tête chinois de Cédric Klapisch et Paul Hamy dans Suzanne de Katell Quillévéré
- 2015 : Sophie Verbeeck dans À trois on y va de Jérôme Bonnell et Rod Paradot dans La Tête haute d'Emmanuelle Bercot
- 2016 : Noémie Schmidt pour L’étudiante et monsieur Henri et François Nambot et Geoffrey Couët pour Théo et Hugo dans le même bateau d'Olivier Ducastel et Jacques Martineau
- 2017 : Léna Magnien pour Jamais contente et Soufiane Guerrab pour Patients de Grand Corps Malade et Mehdi Idir
- 2018 : Laëtitia Clément pour Luna d'Elsa Diringer et Shaïn Boumedine pour Mektoub, My Love: canto uno d'Abdellatif Kechiche
- 2019 : Sarah Henochsberg et Justine Lacroix pour C'est ça l'amour de Claire Burger et Tom Mercier pour Synonymes de Nadav Lapid
- 2021 : Fathia Youssouf pour Mignonnes de Maïmouna Doucouré et Guang Huo pour La Nuit venue de Frédéric Farrucci[4]
- 2022 : Lucie Zhang pour Les Olympiades de Jacques Audiard, Maël Rouin Berrandou pour Mes Frères et moi de Yohan Manca, Aliocha Reinert pour Petite Nature de Samuel Theis
- 2023 : Mallory Wanecque pour Les Pires de Lise Akoka et Romane Guéret et Paul Kircher pour Le Lycéen de Christophe Honoré
- 2024 : Stéphane Caillard pour Flo de Géraldine Danon et Michael Zindel pour Le Dernier des juifs de Noé Debré
- 2025 : Juliette Gasquet pour On ira d'Enya Baroux et Julien Ernwein pour Je le jure de Samuel Theis

### Prix courts métrages

#### Meilleur court métrage
- 2007 : Magic Paris d’Alice Winocour
- 2008 : Voix de garage de Samuel Tilman
- 2009 : Les Moineaux de Rúnar Rúnarsson
- 2010 : On ne mourra pas d’Amal Kateb
- 2011 : J'aurais pu être une pute de Baya Kasmi
- 2012 : Les navets blancs empêchent de dormir de Rachel Lang
- 2013 : On the beach de Marie-Elsa Sgualdo
- 2016 : Hotaru de William Laboury
- 2017 : Journée Blanche de Félix de Givry
- 2018 : Bye Bye les puceaux de Pierre Boulanger
- 2019 : Sous l'Écorce d'Ève Chems de Brouwer
- 2020 : La Grande Nuit de Sharon Hakim
- 2021 : On n'est pas des animaux de Noé Debré
- 2022 : L'Attente d’Alice Douard
- 2023 : Gun de Charlotte Lybaert
- 2024 : Comment savoir...? de Joachim Larrieu
- 2025 : Les dernières neiges de Sarah Henochsberg

#### Mention spéciale
- 2010 : Vincent Vizioz pour Tremblay-en-France
- 2011 : Fabrice Maruca pour Prochainement sur vos écrans
- 2016 : Anna Cazenave Cambet pour Gabber Lover
- 2019 : Mélanie Laleu et Baptiste Gourden pour Elle s'appelait Baby
- 2020 : Noémie Merlant pour Shakira
- 2025 : Guil Sela pour No Skate

#### Meilleure actrice dans un court métrage
- 2007 : Johanna ter Steege pour Magic Paris d’Alice Winocour
- 2008 : Julie Gayet pour S'éloigner du rivage de Xabi Molia
- 2009 : Camille Claris pour En douce de Vanessa Lépinard
- 2010 : Yelle pour Une pute et un poussin  de Clément Michel
- 2011 : Vimala Pons pour J'aurais pu être une pute de Baya Kasmi
- 2012 : Sophia Leboutte pour A New Old Story d'Antoine Cuypers
- 2013 : Joanne Nussbaum dans On the beach de Marie-Elsa Sgualdo
- 2014 : Liv Henneguier dans Loup solitaire en mode passif de Joanna Grudzinska
- 2016 : Antonia Buresi dans Que Vive L’Empereur d'Aude Léa Rapin
- 2017 : Adèle Simphal dans L’Attente d'Éric du Bellay
- 2019 : Zoé Héran dans Max de Florence Hugues
- 2020 : Catalina Danca dans Shakira de Noémie Merlant et Tamara Saade dans La Grande nuit de Sharon Hakim
- 2021 : Tiphaine Haas dans Un monde sans crise de Ted Hardy-Carnac
- 2022 : Clara Antoons dans La légère déviation des atomes d'Antoine Denis
- 2023 : Lomane de Dietrich et Manon Drugmant dans La Machine d'Alex de Maël Le Mée
- 2024 : Sadaf Asgari dans Na Marei de Léa-Jade Horlier
- 2025 : Anouk Villemin dans RDV de Jules Cottier

#### Meilleur acteur dans un court métrage
- 2007 : Jonathan Zaccaï pour De l'amour d’Aure Atika
- 2008 : Dominique Wittorski pour 6e ciel de Caroline Guth
- 2009 : Nazmi Kirik pour Phone Story de Binevsa Berivan
- 2010 : Joseph Malerba pour Le Cygne d'Emma Perret
- 2011 : Franc Bruneau pour Cheveu de Julien Hallard
- 2012 : Sébastien Houbani pour La Tête froide de Nicolas Mesdom
- 2013 : Olivier Duval dans L'Amour bègue de Jan Czarlewski
- 2014 : Lucas Moreau et Wim Willaert dans Solo rex de François Bierry
- 2016 : Jonathan Couzinié dans Que vive L’empereur d'Aude Léa Rapin
- 2017 : Théo Cholbi et Zacharie Chasseriaud dans Tropique
- 2019 : Paul Nouhet dans Les Méduses de Gouville
- 2020 : Paulin Jaccoud et Schemci Lauth dans Aline de Simon Guélat
- 2021 : Vincent Macaigne dans On n'est pas des animaux de Noé Debré[5]
- 2022 : Andranic Manet dans La légère déviation des atomes d’Antoine Denis
- 2023 : Dali Benssalah dans La Sirène se marie d'Achraf Ajraoui
- 2024 : Xavier Lacaille dans Bornéo de Bastien Daret
- 2025 : Jackie Berroyer dans En beauté de Rémi Mardini

#### Prix du Jury étudiant
- 2023 : Mon P'tit Papa de Mahaut Adam
- 2024 : Bingo de Fanny Ruwet
- 2025 : Les dernières neiges de Sarah Henochsberg